# Appenzeller Bahnen
Appenzeller Bahnen (traducido al español: Ferrocarriles de Appenzell) es una empresa ferroviaria suiza que cuenta con una red de líneas ferroviarias de ancho métrico en los cantones de San Galo, Appenzell Rodas Exteriores y Appenzell Rodas Interiores. Opera diferentes servicios de corte regional, posibilitando una mayor vertebración de las localidades cubiertas por el servicio.

## Historia
La sociedad primitiva Appenzellerbahn se crea en 1886, con sede en Herisau, fruto de la extensión hasta Appenzell de la línea Winkeln - Urnäsch, que se había inaugurado en 1875. En 1913 el tramo Herisau - Winkeln queda fuera de uso, siendo sustituido por un nuevo trazado entre Herisau y Gossau. En 1943 Appenzellerbahn se fusionó con Säntisbahn, propietaria de la línea abierta en 1912 entre Appenzell y Wasserauen, y creando la nueva seña identitaria 'AB'. Con la extensión del servicio hasta Wasserauen, se conseguía prestar un servicio más eficiente en todo el corredor desde Gossau.
En 1988 se produce una nueva operación de fusión entre compañías, esta vez entre Appenzellerbahn y St. Gallen–Gais–Appenzell–Altstätten-Bahn (SGA). Esta compañía había sido creada en 1948 fruto de la unión entre St. Gallen–Gais–Appenzell-Bahn y Altstätten-Gais-Bahn. La compañía resultante pasa a adquirir la denominación que se sigue empleando en la actualidad, Appenzeller Bahnen.
En el año 2006 se produjo la fusión con otras compañías de vía métrica, quedando constituida la sociedad actual. Las empresas que tras la fusión quedaron integradas dentro de AB, al ser finalmente adquiridas por esta, son:
- Rorschach–Heiden-Bergbahn (RHB).
- Rheineck–Walzenhausen-Bergbahn (RhW).
- Trogenerbahn (TB).

En 2020 está en estudio su fusión con Frauenfeld-Wil-Bahn para poder reducir los costes de operación.